# Jewgienij Riumin
Jewgienij Władimirowicz Riumin (ros. Евгений Владимирович Рюмин, ur. w 1937) – radziecki florecista, złoty medalista mistrzostw świata.
Podczas mistrzostw świata w Buenos Aires w 1962 roku reprezentacja ZSRR w składzie: Gierman Swiesznikow, Jurij Sisikin, Mark Midler, Wiktor Żdanowicz, Jurij Osipow i Jewgienij Riumin zdobyła złoty medal w zawodach drużynowych. Był to jedyny medal Riumina wywalczony w zawodach tego cyklu.
Nigdy nie wziął udziału w igrzyskach olimpijskich.